# Keisuke Naitō
Keisuke Naitō (japanisch 内藤 圭佑 Naitō Keisuke; * 11. August 1987 in der Präfektur Hiroshima) ist ein ehemaliger japanischer Fußballspieler.

## Karriere
Naitō erlernte das Fußballspielen in der Schulmannschaft der Koryo High School und der Universitätsmannschaft der Kokushikan-Universität. Seinen ersten Vertrag unterschrieb er 2010 bei Kataller Toyama. Der Verein spielte in der zweithöchsten Liga des Landes, der J2 League. Für den Verein absolvierte er 17 Ligaspiele. 2012 wechselte er zum Ligakonkurrenten Thespa Kusatsu (heute: Thespakusatsu Gunma). Für den Verein absolvierte er 26 Ligaspiele. 2015 wechselte er zum Drittligisten FC Machida Zelvia. 2015 wurde er mit dem Verein Vizemeister der J3 League und stieg in die J2 League auf. 2017 wechselte er zum Ligakonkurrenten Tokyo Verdy. Ende 2017 beendete er seine Karriere als Fußballspieler.